# Parco di Villa Litta
Il parco di Villa Litta sorge a Milano nel quartiere di Affori, ed è il più antico del capoluogo lombardo tra quelli al di fuori dal centro storico.

## Storia
Costruita nel 1687 con un giardino all'italiana dal marchese Pier Paolo Corbella, la villa divenne proprietà dei Trivulzio e successivamente dei Litta Modignani il secolo successivo e il giardino fu ampliato e trasformato in "paesaggistico", cioè all'inglese, a metà dell'Ottocento: viali simmetrici, alberi potati geometricamente e siepi a labirinto lasciarono il posto alle forme che diventeranno le  attuali.
Nell'Ottocento, Gerolamo Trivulzio vi organizzò un circolo di letterati e intellettuali tra cui spiccano il Manzoni, Francesco Hayez e il già ricordato conte Silva. Nel 1905, la villa diventa proprietà della provincia che la cederà al comune nel 1927; questo ne aprirà i giardini al pubblico e trasformerà la residenza, da tempo priva degli arredi, in biblioteca e uffici.
Durante la seconda guerra mondiale, nel 1943, il parco subì una invasione degli afforesi per procurarsi il legname per il riscaldamento e moltissime piante furono abbattute; le strutture furono sottoposte ad un primo restauro nel 1958 e a un secondo (che riguardava soprattutto il parco) nel 2003-2005. Nell'occasione, l'accesso a villa e parco venne stabilito nell'attuale posizione in viale Affori, mentre l'ingresso originario era collocato in fondo ad un lungo viale (duecento metri) con quattro filari d'alberi che esiste ancora oggi e che giunge sino alla via Michele Novaro. All'ingresso era posto un complesso scultoreo barocco della metà del XVIII secolo di ispirazione egizia, "I Sirenei", visibile ancora oggi. Si tratta di due obelischi, due sfingi, due vasi tutti posti su grandi basamenti.
Nel settembre 2014 dei cittadini e un nutrito gruppo di volontari di una nota multinazionale, KPMG, guidati dalla associazioneantigraffiti.it hanno a loro spese ripulito dalle scritte le facciate che deturpavano la  villa.

## Flora, attrezzature e impieghi

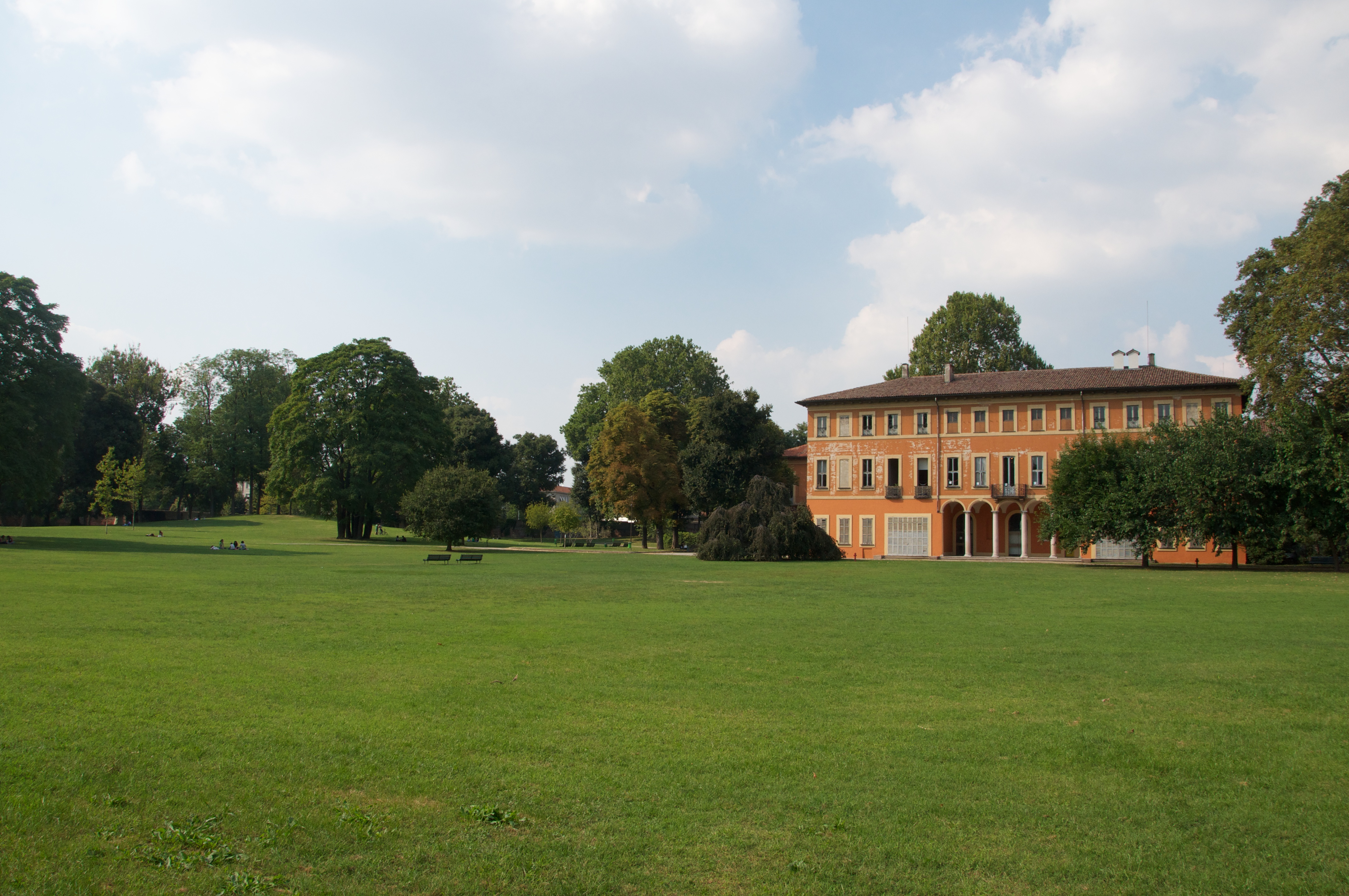
Una vista del parco retrostante

Il parco, sul retro e il lato occidentale della villa, ha grandi prati liberi e folti d'alberi al contorno. Tra le principali specie arboree, ricordiamo: diverse varietà di acero (campestre, negundo,riccio, e argentato o saccarino), il bagolaro, la quercia rossa, la magnolia, il pioppo nero, il carpino bianco, il faggio dei boschi, il platano comune, alcuni ippocastani rosati di altezza particolarmente maestosa, il noce nero, il gelso, il ciliegio selvatico o degli uccelli, lo spino di Giuda, la robinia e la molto simile sofora giapponese. Una rarità botanica è un  esemplare di gelso da carta.
Tra le attrezzature, un'area riservata ai giochi molto grande, un campo da calcio e due campi polivalenti per il basket e la pallavolo; molto ampio (9600 m²) lo spazio cintato riservato ai cani. La biblioteca comunale è sistemata al primo piano della villa, mentre il parco è sede di spettacoli e concerti nell'ambito di Milano Estate.